# Jean-Marc Simon
Pour les articles homonymes, voir Simon.

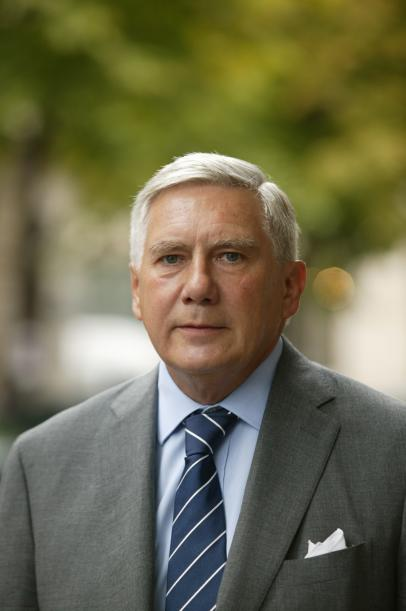
Jean-Marc Simon (2006)

Jean-Marc Simon, né en 1947, est un diplomate, homme politique et entrepreneur français.
Il effectue une grande partie de sa carrière en Afrique. Élevé à la dignité d'ambassadeur de France, il crée après sa retraite, en 2012, une société de conseils pour faciliter les investissements en Afrique.

## Biographie

### Jeunesse et études
Jean-Marc Simon naît le 9 mai 1947 ou le 4 mars 1947 à Senlis (Oise). Il effectue sa scolarité au lycée Pierre d'Ailly à Compiègne et obtient un baccalauréat littéraire. En 1964, il entame des études de droit à l'université de Paris-Assas. Il obtient une maîtrise de droit public.
De 1970 à 1972, il est stagiaire du cycle préparatoire à l'École nationale d'administration.

### Carrière diplomatique
Jean-Marc Simon entre au Quai d'Orsay en 1968, où il exerce la fonction de rédacteur à la Direction du personnel et de l'administration générale. En décembre de la même année, il est nommé vice-consul et chef des services administratifs et financiers de l'ambassade de France au Sénégal.
Après avoir passé deux ans dans le cycle préparatoire de l'ENA, il est nommé premier secrétaire de l'Ambassade de France aux Philippines et en Micronésie. Il conserve ce poste jusqu'en 1977, date à laquelle il est rappelé en France pour devenir chargé de mission dans les cabinets des Secrétaires d'État aux Affaires Etrangères Pierre-Christian Taittinger et Jean-François Deniau, sous le gouvernement de Raymond Barre.
En 1979, il quitte le cabinet de Deniau pour devenir conseiller technique pour l'Asie et l'Amérique latine au cabinet de Jean François-Poncet, ministre des Affaires étrangères. 
Lors de l'alternance de 1981, il intègre la Mission permanente de la France auprès des Nations unies, à Genève, en tant que conseiller. Il n'y reste qu'un an, car il devient premier conseiller à l'ambassade de France au Pérou. Il quitte l'Amérique latine pour l'Afrique en devenant en 1984 premier conseiller à l'ambassade de France au Tchad. 
De 1986 à 1988, il est conseiller pour les affaires africaines au cabinet de Jean-Bernard Raimond, ministre des Affaires étrangères. Il quitte ce poste lors de l'alternance de 1988 pour devenir consul général à Beyrouth. En 1993, il est premier conseiller à l'ambassade de France en Iran.
Il est rappelé à Paris en 1993, lorsqu'il devient directeur de cabinet adjoint de Michel Roussin, ministre de la Coopération. Il est ensuite directeur de cabinet de Bernard Debré, ministre de la Coopération (1994), puis de Jacques Godfrain, ministre délégué à la Coopération (1995).
Il est nommé ambassadeur et haut Représentant de la République française en République Centrafricaine au début de l'année 1996. Il conserve ce poste jusqu'en 2001, date à laquelle il est nommé ambassadeur de France au Nigeria et représentant permanent auprès de la CEDEAO (Communauté économique des États de l'Afrique de l'Ouest).
De 2003 à 2008, ambassadeur, Haut représentant de la République Française au Gabon, ainsi que Représentant permanent auprès de la CEEAC, (Communauté économique des États de l'Afrique centrale) et ambassadeur non résident à Sao Tomé-et-Principe. 
En 2009, il devient ambassadeur en Côte d'Ivoire, qu'il demeure jusqu'en 2012. En janvier 2011, Laurent Gbagbo retire ses accréditations à Jean-Marc Simon.
En octobre 2011, Jean-Marc Simon est élevé à la dignité d'Ambassadeur de France.

### Activités annexes

#### Entreprise
Depuis 2012, Jean-Marc Simon est le président d'Eurafrique Stratégies SAS Paris, une société de conseil dont l'objet est de d'encourager les partenariats et les investissements entre les deux continents.

#### Politique
Depuis  juin 2012, Jean-Marc Simon est le suppléant d'Éric Woerth, député de la quatrième circonscription de l'Oise.

#### Vie associative
- Membre titulaire de l'Académie des Sciences d'Outre-Mer depuis 2012
- Membre de la Fondation Charles de Gaulle

## Distinctions
- Commandeur de la Légion d'honneur
- Officier de l'ordre national du Mérite
- Commandeur de l'ordre pro Merito Melitensi
- Commandeur de l'ordre du Cèdre

## Ouvrage
- Secrets d’Afrique (mémoires)[8].